# Landesfeuerwehrschule (Deutschland)

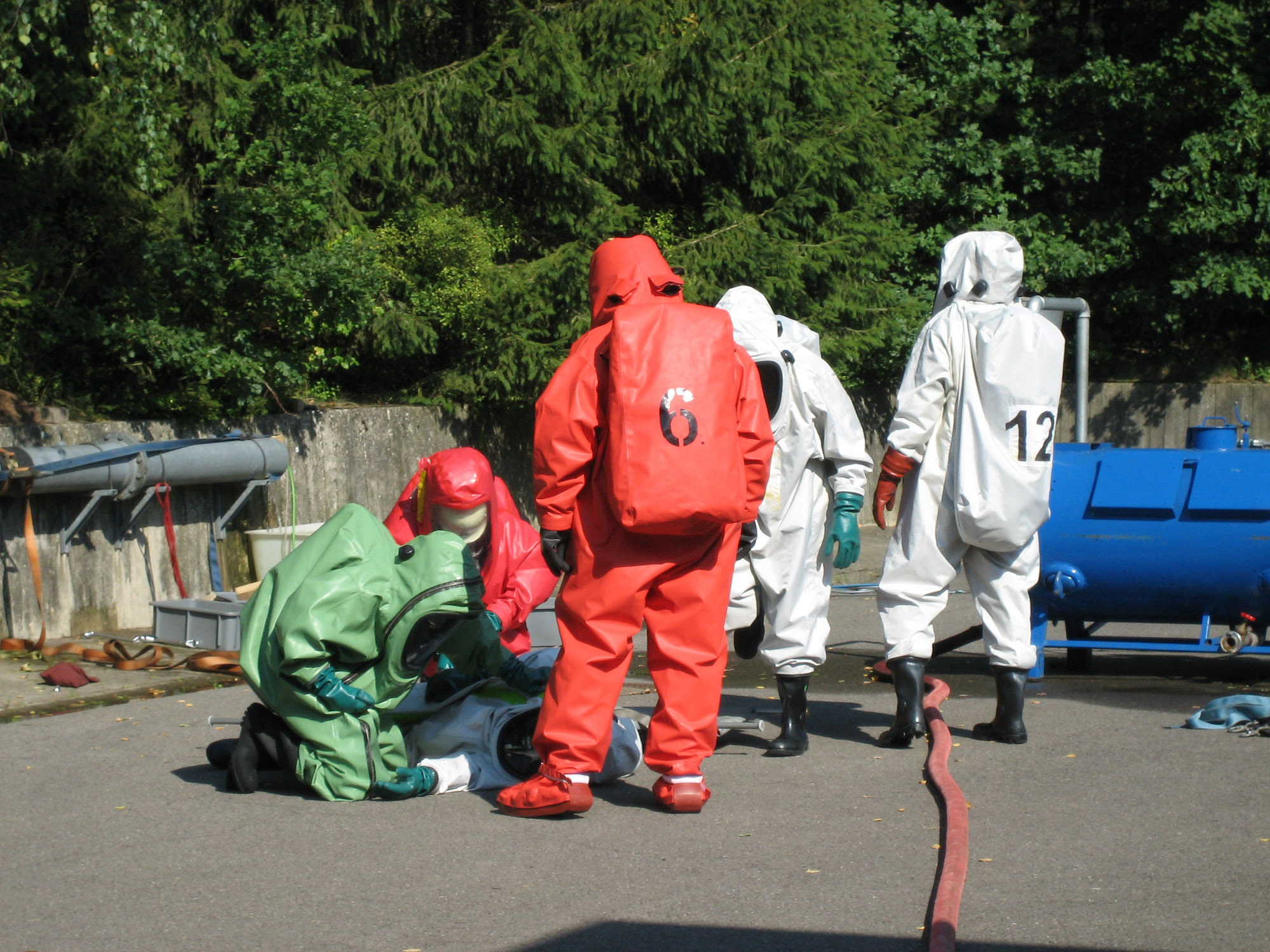
ABC-Lehrgang an einer Landesfeuerwehrschule: Rettung verunfallter Chemikalienschutzanzug-Träger

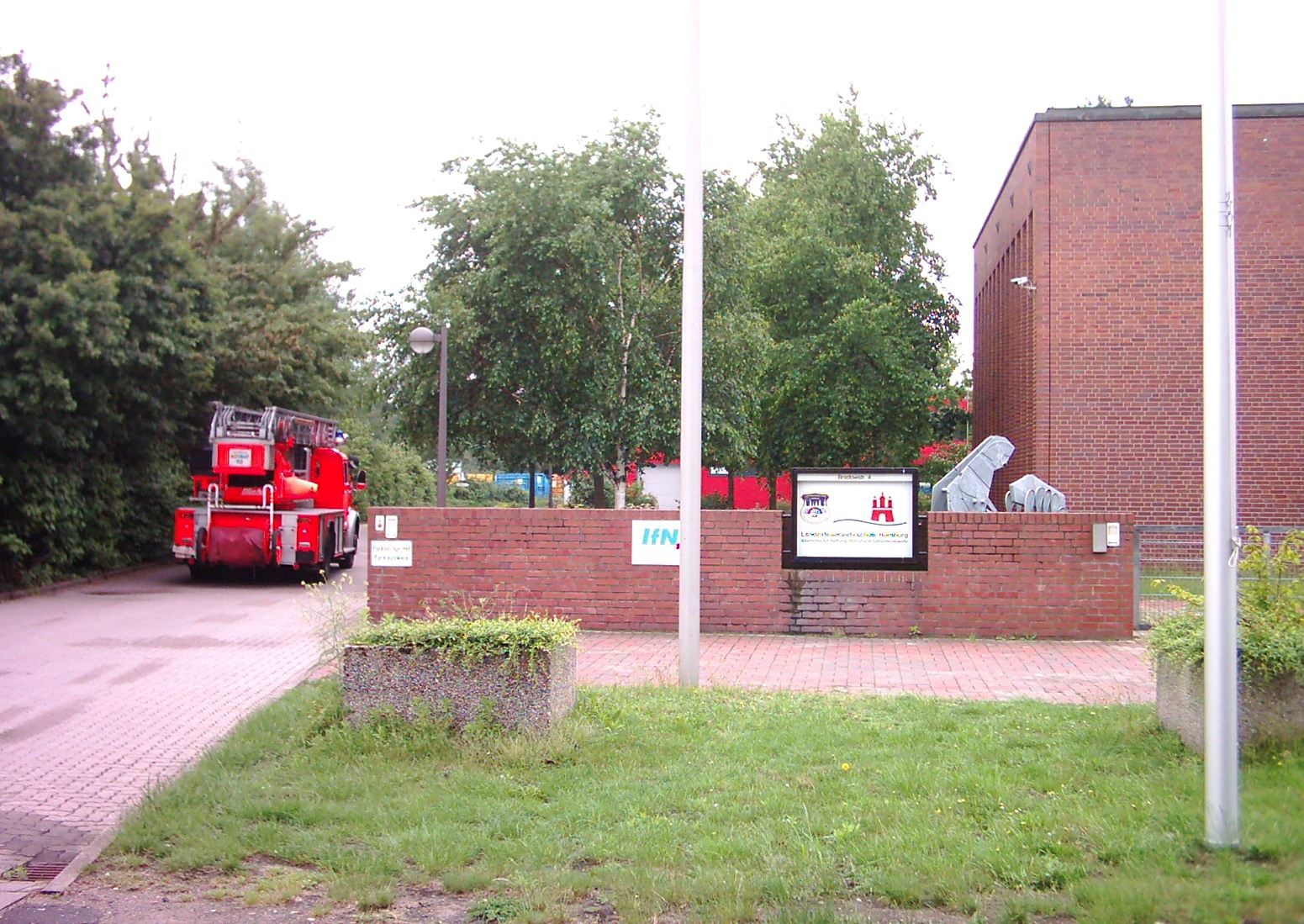
Die Landesfeuerwehrschule der Feuerwehr Hamburg.

Bei den deutschen Landesfeuerwehrschulen wird eine Vielzahl an Lehrgängen und Seminaren im Themenumfeld Feuerwehr und Jugendfeuerwehr angeboten. Die Einrichtung und Unterhaltung durch die Länder wird in den Brandschutzgesetzen der Bundesländer gefordert.
Neben den Ausbildungen wie Truppführer (nicht in allen Ländern), Gruppenführer, Zugführer, Verbandsführer werden themengebundene Lehrgänge wie TH-VU, GABC, Gerätewart, Sanitäter der Feuerwehren (nicht in allen Ländern) und Seminare zu weiteren Themen angeboten. Diese werden sowohl für Freiwillige Feuerwehren als auch für Berufsfeuerwehren angeboten. Die Entsendung erfolgt nach Ermessen des jeweiligen Wehrleiters und Kreisbrandinspektors.
Die Dauer der Seminare beträgt im Allgemeinen einige Tage, Lehrgänge (mit Ausnahme der Laufbahnlehrgänge der Berufsfeuerwehren) dauern ein bis zwei Wochen. Während dieser Zeit sind die Teilnehmer in der Regel internatsartig an den Landesfeuerwehrschulen untergebracht.
Die Größe der Landesfeuerwehrschule hängt von der Größe des jeweiligen Bundeslandes bzw. der Zahl der dort auszubildenden Feuerwehrangehörigen ab. Sie differiert zwischen einer Internatskapazität von 50 bis zu 300 Lehrgangsteilnehmern, die gleichzeitig untergebracht und ausgebildet werden können.

## Liste

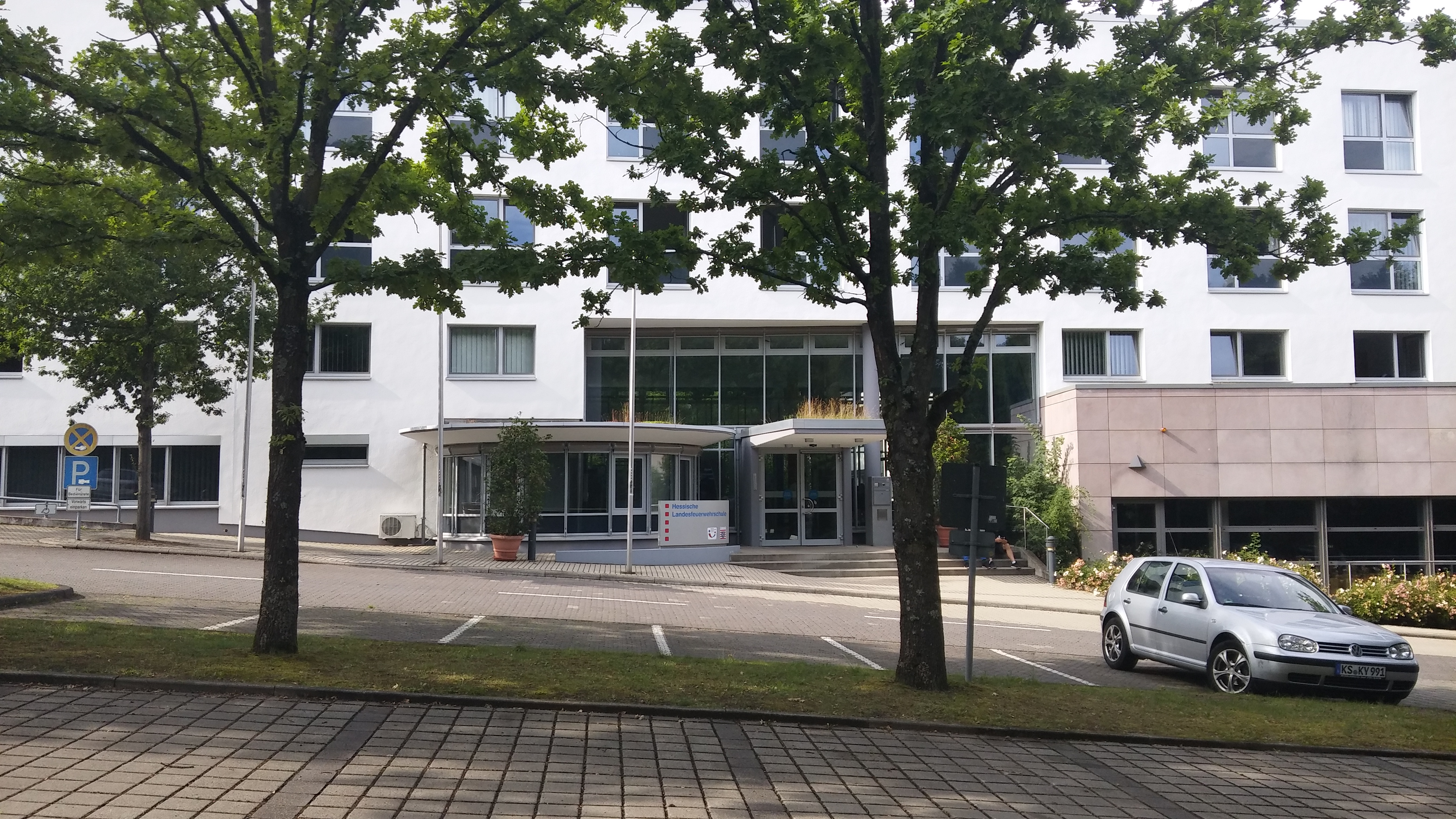
Die Hessische Landesfeuerwehrschule in Kassel

Baden-Württemberg
Landesfeuerwehrschule Baden-Württemberg in Bruchsal im Landkreis Karlsruhe
Bayern
Staatliche Feuerwehrschule Geretsried in Geretsried im Landkreis Bad Tölz-Wolfratshausen
Staatliche Feuerwehrschule Regensburg in Lappersdorf im Landkreis Regensburg
Staatliche Feuerwehrschule Würzburg in Würzburg
Berlin
Berliner Feuerwehr- und Rettungsdienst-Akademie in Berlin
Brandenburg
Landesschule und Technische Einrichtung für Brand- und Katastrophenschutz Brandenburg in Eisenhüttenstadt
Bremen
Nachdem die Landesfeuerwehrschule Bremen im Jahr 2012 ihren Betrieb aus finanziellen Gründen eingestellt hatte, übernahmen die Feuerwehren der Städte Bremen und Bremerhaven ihre Ausbildung direkt. Die Feuerwehr Bremen bildet ihre Einsatzkräfte hauptsächlich an der Feuerwehrschule Bremen aus. Die rettungsdienstliche Ausbildung erfolgt an der Bremerhavener Feuerwehrakademie für Rettungsdienst, sowie am Fortbildungsinstitut für den stadtbremischen Rettungsdienst.
Hamburg
Feuerwehrakademie Hamburg in Hamburg
Hessen
Hessische Landesfeuerwehrschule in Kassel
Mecklenburg-Vorpommern
Landesschule für Brand- und Katastrophenschutz Mecklenburg-Vorpommern in Malchow
Niedersachsen
Niedersächsische Akademie für Brand- und Katastrophenschutz bestehend aus
Standort Celle
Standort Loy (Rastede)
Nordrhein-Westfalen
Institut der Feuerwehr Nordrhein-Westfalen in Münster
Standort Kreuzau im  Kreis Düren
Rheinland-Pfalz
Feuerwehr- und Katastrophenschutzschule Rheinland-Pfalz in Koblenz
Saarland
Feuerwehrschule des Saarlandes in Saarbrücken
Sachsen
Landesfeuerwehr- und Katastrophenschutzschule Sachsen in Elsterheide
Sachsen-Anhalt
Institut für Brand- und Katastrophenschutz in Heyrothsberge
Schleswig-Holstein
Landesfeuerwehrschule Schleswig-Holstein in Harrislee
Thüringen
Thüringer Landesfeuerwehr- und Katastrophenschutzschule in Bad Köstritz